# Iveco VBTP-MR
L’Iveco VBTP-MR, Véhicule Blindé Transport Personnes - (en portugais) est un engin militaire blindé léger de nouvelle génération conçu par le constructeur italien Iveco Defence Vehicles à partir d'un cahier des charges du ministère de la Défense brésilien et fabriqué dans son usine brésilienne de Sete Lagoas.
En portugais, le VBTP-MR est l'abréviation de Transporteur de Personnel Blindé à Roues - Plate-forme de base.

## Histoire
À l'origine, ce projet s'appelait "Urutu III". Maintenant, ce véhicule blindé est aussi appelé « Guarani ». À la suite d'un appel d'offres international, un contrat a été signé par le ministère de la Défense du Brésil avec IVECO D.V. pour développer ce nouveau véhicule blindé amphibie 6x6 en 2007. La maquette du projet a été révélée en 2009 et le prototype du modèle définitif a été présenté en 2011. Iveco possède une très grande expérience en la matière pour avoir déjà conçu et fabriqué un grand nombre de véhicules militaires traditionnels, blindés et amphibies.
En 2012, le Brésil a commandé un premier lot de 86 véhicules blindés de transport de troupes Guarani. Ils ont été livrés entre 2013 et 2014. La production à grande échelle des Guarani a débuté en 2013. Un deuxième lot de 24 véhicules a été commandé pour une livraison en 2014. Ce nouveau véhicule blindé remplacera les anciens et vieillissants EE-9 Cascavel et EE-11 Urutu, véhicules blindés de transport de troupes développés par Engesa dans les années 1970.
Le besoin total de l'armée brésilienne est de plus de 2 000 nouveaux TTB. Les Iveco Guarani sont fabriqués au Brésil avec un contenu local d'environ 60%. L'Argentine a également exprimé son intérêt pour l'obtention de 14 de ces APC. Actuellement[Quand ?], le VBTP-MR est le véhicule blindé le plus avancé, fabriqué en Amérique du Sud.
Le blindage du VBTP-MR offre, en version de base, une totale protection contre les tirs d'armes légères et les éclats d'obus d'artillerie. Le véhicule peut être équipé d'un blindage supplémentaire en matériaux composites pour une meilleure protection. Ce véhicule de transport de troupes blindé a une coque en forme de V, qui offre une bonne protection contre les mines terrestres. L'intérieur est équipé d'un doublage anti-éclats.
Plusieurs options d'armement sont proposées. Il peut être équipé de mitrailleuses télécommandées de calibres 7,62 mm, 12,7 mm ou d'un lance-grenades automatique de 40 mm. Des variantes avec canon de 30 mm et missiles antichars sont également au catalogue.
Le véhicule a un équipage de deux hommes et est conçu pour transporter 9 soldats. Leur accès s'opère par les portes arrière ou les trappes de toit. Le VBTP-MR est équipé de systèmes de gestion de champs de bataille modernes, utilisés pour la navigation, le positionnement et la planification de missions. Il détecte également la présence d'unités amies et ennemies à proximité.
Le VBTP-MR est basé sur le véhicule transporteur de troupes blindé amphibie Iveco SuperAV (en) italien. Il est propulsé par un moteur diesel FPT-Iveco Cursor 9 turbocompressé développant 385 ch DIN. Le moteur est situé à l'avant de la coque. Ce moteur est produit dans l'usine Fiat au Brésil. Le moteur est accouplé avec une transmission automatique. Le véhicule a une suspension hydropneumatique. Le VBTP-MR est entièrement amphibie. Des flotteurs latéraux modulaires peuvent être ajoutés pour une meilleure flottaison. Le véhicule est aérotransportable sur le C-130 Hercules ou l'avion cargo brésilien Embraer KC-390.
L'Armée brésilienne a publié des exigences opérationnelles pour l'achat d'un certain nombre de dérivés du VBTP-MR. Cette nouvelle famille de véhicules comprendra un véhicule de commandement, un véhicule d'assistance technique, une ambulance blindée, un porte-mortier de 120 mm, un véhicule de conduite de tir et une version 8x8.
À la suite de la commande passée en décembre 2009, l'armée brésilienne doit réceptionner 2 044 exemplaires du VBTP-MR échelonnés jusqu'en 2030. Une commande complémentaire de 56 unités a été passée en 2015.

## Armement
L'Iveco VBTP-MR peut être équipé d'une large gamme de systèmes d'armements téléopérés. Il peut être équipé d'une tourelle téléopérée, armée d'une mitrailleuse d'un calibre 12,7 mm ou 7,62 mm, d'un lance-grenades automatique de 40 mm. Des variantes avec canon de 30 mm et missiles antichars sont également proposées.

## Protection standard - Blindage
L'IVECO VBTP-MR a été étudié par IVECO D.V. pour lui garantir une très bonne résistance. L'habitacle forme une cage indéformable.
L'Iveco VBTP-MR est équipé d'un blindage qui permet de fournir à l'équipage une protection contre les tirs directs d'armes légères et les éclats d'obus du champ de bataille. En option, le VBTP-MR peut être équipé avec un blindage additionnel. Le VBTP-MR utilise la technologie de coque en V, qui permet d'assurer une protection maximum contre l'explosion des mines terrestres. L'intérieur du véhicule dispose de plaques de blindage linéaires.

## Utilisateurs
- Argentine: Armée de terre argentine - 14 unités [réf. nécessaire]
- Brésil: Armée de terre brésilienne - commande initiale (18 décembre 2009) de 2 044 exemplaires + 56 en 2015. 16 unités livrées en décembre 2007, 86 en août 2012[1].
  - Infanterie de Marine brésilienne : 24 unités
- Liban: Forces armées libanaises - 10 unités livrées en 2017[2],[3].
- Philippines : Armée philippine - 28 unités commandées fin 2020 à la société israélienne Elbit Systems[4]. 5 construits fin février 2023, mais exportation bloquée à cette date par l'Allemagne[5]. Livraison annoncée pour 2024[6].
- Ghana : Forces armées du Ghana -  11 unités commandées début juillet 2021 à la société israélienne Elbit Systems[7]